# 특수배치전투비행단
특수배치전투비행단(독일어: Jagdgeschwader zur besonderen Verwendung; JG z. b. V. 야크트게슈바더 추어 페존데렌 페르벤둥[*])은 제2차 세계 대전 당시 루프트바페의 전투기 비행단 중 하나이다. JG 3, JG 5, JG 27, JG 54, JG 53을 통솔하기 위한 목적으로 1944년 4월 20일 카셀에서 창설되었다.
1944년 6월 15일 JG 4로 재명명되었다. 초대 비행단장은 게르하르트 미할스키 소령이었다. 1944년 JG z. b. V. 는 제7전투사단에 속했으며 카셀과 안스바흐를 기반으로 독일 본토 방공전에 참여했다.

## 역대 비행단장
1. 게르하르트 미할스키 소령: 1944년 4월 20일 – 1944년 5월 20일
2. 발터 달 대위: 1944년 5월 20일 – 1944년 6월 6일
3. 게르하르트 쇠펠 소령: 1944년 6월 6일 – 1944년 6월 15일